# Grandchamp (Ardenas)
Grandchamp é uma comuna francesa na região administrativa de Grande Leste, no departamento das Ardenas. Estende-se por uma área de 7,28 km².